# Clitellaria pontica
Clitellaria pontica är en tvåvingeart som först beskrevs av Lindner 1936.  Clitellaria pontica ingår i släktet Clitellaria och familjen vapenflugor.
Artens utbredningsområde är Bulgarien. Inga underarter finns listade i Catalogue of Life.